# Scortizus pulverosus
Scortizus pulverosus is een keversoort uit de familie vliegende herten (Lucanidae). De wetenschappelijke naam van de soort is voor het eerst geldig gepubliceerd in 1875 door Westwood.